# Canton de Romorantin-Lanthenay
Le canton de Romorantin-Lanthenay est une circonscription électorale française du département de Loir-et-Cher.

## Histoire
Le canton de Romorantin a été créé au XIXe siècle. Il devient « canton de Romorantin-Lanthenay » le 29 mai 1961 lors de la fusion de Romorantin et Lanthenay.
Il disparaît en 1984 à la suite de la création des cantons de Romorantin-Lanthenay-Sud et Romorantin-Lanthenay-Nord.
Un nouveau découpage territorial de Loir-et-Cher entre en vigueur à l'occasion des élections départementales de 2015. Il est défini par le décret du 21 février 2014, en application des lois du 17 mai 2013 (loi organique 2013-402 et loi 2013-403). Les conseillers départementaux sont, à compter de ces élections, élus au scrutin majoritaire binominal mixte. Les électeurs de chaque canton élisent au Conseil départemental, nouvelle appellation du Conseil général, deux membres de sexe différent, qui se présentent en binôme de candidats. Les conseillers départementaux sont élus pour 6 ans au scrutin binominal majoritaire à deux tours, l'accès au second tour nécessitant 12,5 % des inscrits au 1er tour. En outre la totalité des conseillers départementaux est renouvelée. Ce nouveau mode de scrutin nécessite un redécoupage des cantons dont le nombre est divisé par deux avec arrondi à l'unité impaire supérieure si ce nombre n'est pas entier impair, assorti de conditions de seuils minimaux. Dans le Loir-et-Cher, le nombre de cantons passe ainsi de 30 à 15. Le canton de Romorantin-Lanthenay est recréé par ce décret.
Le nouveau canton de Romorantin-Lanthenay est formé de communes des anciens cantons de Romorantin-Lanthenay-Sud (2 communes), de Romorantin-Lanthenay-Nord (4 communes). Il est entièrement inclus dans l'arrondissement de Romorantin-Lanthenay. Le bureau centralisateur est situé à Romorantin-Lanthenay.

## Représentation

### Conseillers généraux de 1833 à 1984
| Période | Période      | Identité                          | Étiquette                                   | Qualité |
| ------- | ------------ | --------------------------------- | ------------------------------------------- | --- |
| 1833    | 1842         | Philippe Vallois                  |                                             | Avocat Maire de Romorantin (1822-1830, 1831-1840 et 1850-1851) |
| 1842    | 1845         | Antoine Normant                   |                                             | Manufacturier (fabricant de draps) Conseiller municipal de Villeherviers Maire de Romorantin (1840-1842 et 1847-1849)                                                             |
| 1845    | 1848         | Pierre-Tilleul Martin-Batailler   |                                             | Négociant, juge au tribunal de commerce Maire de Romorantin (1842-1847), conseiller d'arrondissement                                                                              |
| 1848    | 1852         | Antoine Durand-Gauthier           | Opposition libérale puis Centre puis Droite | Avocat à la Cour d'appel de Paris Député (1837-) Président du Conseil Général (1848)                                                                                              |
| 1852    | 1883         | Vincent Alexandre Martinet        | Républicain Droite                          | Propriétaire rentier Capitaine de la Garde nationale de Romorantin Maire de Mur-de-Sologne (1834-1852)                                                                            |
| 1883    | 1907         | René Durand                       | Républicain                                 | Avocat à la Cour d'appel de Paris Maire de Romorantin (1884-1888) |
| 1907    | 1919         | Augustin Vacher                   | Républicain                                 | Viticulteur-propriétaire Maire de Lanthenay (1902-1919), conseiller d'arrondissement                                                                                              |
| 1919    | 1925         | Marcel Hérault                    | URD                                         | Avoué à Romorantin et Tours Conseiller municipal de Romorantin (1919-1925) |
| 1925    | 1937         | Richard Georges                   | SFIO                                        | Ouvrier-verrier, puis mineur Maire d'Allouagne (Pas-de-Calais) (1919-1925) Député du Pas-de-Calais (1919-1924) Maire de Romorantin (1925-1933) Député de Loir-et-Cher (1924-1932) |
| 1937    | 1940         | Jean-Jacques Dumoret              | Rad.ind.                                    | Avocat Député (1932-1936) Nommé conseiller départemental en 1943 |
|         |              |                                   |                                             | |
| 1943    | 1945         | Maurice Debry-Ribault (1882-1946) |                                             | Bijoutier Maire de Lanthenay Nommé conseiller départemental en 1943 |
|         |              |                                   |                                             | |
| 1945    | 1949         | Lucien Breitman                   | Républicain progressiste DVG                | Médecin, ancien conseiller général du Canton de Mennetou-sur-Cher |
| 1949    | 1962 (décès) | Maurice Leclert                   | Soc.ind.                                    | Ouvrier puis chef de service Maire de Lanthenay (1945-1961) Premier adjoint au maire de Romorantin-Lanthenay Vice-Président du Conseil Général                                    |
| 1962    | 1967         | Jacques Thyraud                   | UNR                                         | Avoué Maire de Romorantin puis de Romorantin-Lanthenay (1961-1985) Sénateur (1974-1992)                                                                                           |
| 1967    | 1984 (décès) | Lucien Gigaud                     | SFIO puis PS                                | Instituteur, ancien maire de Bourré, ancien conseiller général du canton de Mennetou-sur-Cher                                                                                     |

### Conseillers d'arrondissement (de 1833 à 1940)
Le canton de Romorantin avait deux conseillers d'arrondissement, sauf de 1848 à 1852.
| Période                                  | Période           | Identité                                    | Étiquette                | Qualité |
| ---------------------------------------- | ----------------- | ------------------------------------------- | ------------------------ | --- |
| 1833                                     | 1852              | Ange Antoine Louis Baucheton (1789-1865)    |                          | Juge de paix à Romorantin                                                                                   |
| 1833                                     | 1842              | Pierre Charles Cottereau-Vilpou (1773-1849) |                          | Président du Tribunal de commerce de Romorantin                                                             |
| 1842                                     | 1845              | Pierre Tilleul Batailler-Martin             |                          | Maire de Romorantin (1842-1847)                                                                             |
| 1846                                     | 1852              | César Victor Lecomte-Hélis                  |                          | Propriétaire à Romorantin                                                                                   |
| 1852                                     | 1875              | M. Gaultier-Michaud                         |                          | Propriétaire à Romorantin                                                                                   |
| 1871                                     | 1874 (décès)      | Victor Lecomte                              |                          | Notaire à Romorantin                                                                                        |
| 1874                                     | 1877              | Sylvestre-Alfred Morin                      |                          | Propriétaire à Romorantin                                                                                   |
| 1874                                     | 1883              | M. Leduc fils                               |                          | Propriétaire à Romorantin                                                                                   |
| 1877                                     | 1883              | Jean Charles Furcy Soulez (1836-1901)       |                          | Médecin à Romorantin                                                                                        |
| 1883                                     | 1887 (décès)      | Léon Bouchard-Boileau (1827-1887)           |                          | Marchand de farines à Romorantin                                                                            |
| 1883                                     | 1889              | Silvestre Alfred Morin                      |                          | Maire de Romorantin (1881-1883)                                                                             |
| 1887                                     | 1895              | Gustave Barluet de Beauchesne (1848-1919)   |                          | Propriétaire à Romorantin et à Villeherviers                                                                |
| 1889                                     | 1895              | Jean-Charles Furcy Soulez (1836-1901)       |                          | Médecin à Romorantin                                                                                        |
| 1895                                     | 1904              | Théophile Maymac                            | Républicain progressiste | Avocat au barreau de Blois puis avoué à Romorantin, député (1898-1902)                                      |
| 1895                                     | 1902 (décès)      | Félix Simon-Jugand (1832-1902)              |                          | Adjoint au maire de Romorantin                                                                              |
| 1904                                     | 1907              | Augustin Vacher                             | Républicain              | Viticulteur, maire de Lanthenay                                                                             |
| 1904                                     | 1910              | Louis Moreau                                | Opportuniste             | Maire de Vernou-en-Sologne                                                                                  |
| 1907                                     | 1910              | Sylvain Gaucher (1867-1933)                 | Radical                  | Maire de Millançay                                                                                          |
| 1910                                     | 1919              | Jean-Baptiste Touraton                      | Droite                   | Ancien maire de Romorantin (1909-1911)                                                                      |
| 1910                                     | 1919              | Simon Jossilewitch                          | Indépendant puis Radical | Docteur-médecin                                                                                             |
| 1919                                     | 1923 (décès)      | Félix Marcel Bédu (1866-1923)               | Droite                   | Notaire, propriétaire à Romorantin                                                                          |
| 1919                                     | 1928              | M. Pasquier                                 | Droite                   | Vétérinaire, propriétaire à Romorantin                                                                      |
| mars 1923                                | 1928              | Albert Fouquerière (1862-1943)              |                          | Négociant en tissus, Président de la Chambre de commerce, maire de Romorantin (1921-1925)                   |
| 1928                                     | 1934              | Rémi Giraudeau (1874-1949)                  | SFIO                     | Retraité du Crédit Foncier de France, adjoint au maire de Romorantin                                        |
| 1928                                     | 1931              | Antoine Charmaison (1879-1956)              | SFIO                     | Pharmacien, maire de Romorantin (1933-1941)                                                                 |
| Oct. 1931                                | Déc. 1931 (décès) | Charles Minouflet (1882-1931)               | Gauche                   | Médecin électro-radiologiste à Romorantin                                                                   |
| 1934                                     | 1940              | Paul Bouquin                                | Droite                   | Cultivateur, maire de Vernou                                                                                |
| 1934                                     | 1940              | Marcel Boissière                            | Droite                   | Pâtissier à Romorantin                                                                                      |
| 1940                                     |                   |                                             |                          | Les conseils d'arrondissement ont été suspendus par la loi du 12 octobre 1940 et n'ont jamais été réactivés |
| Les données manquantes sont à compléter. |                   |                                             |                          | |

### Conseillers départementaux depuis 2015
| Période élective | Période élective | Mandat | Mandat   | Identité                      | Nuance | Nuance | Qualité |
| ---------------- | ---------------- | ------ | -------- | ----------------------------- | ------ | ------ | --- |
| 2015             | 2021             | 2015   | 2021     | Louis de Redon                |        | MoDem  | Maître de conférences en droit de l'environnement et avocat, conseiller municipal (opposition) de Romorantin-Lanthenay Vice-Président du Conseil départemental chargé de l'environnement, de la nature, de la jeunesse et des sports |
| 2015             | 2021             | 2015   | 2021     | Isabelle Hermsdorff-Bachelier |        | LR     | Conseillère municipale de Romorantin-Lanthenay jusqu'en 2020 |
| 2021             | 2028             | 2021   | en cours | Tania André                   |        | DVG    | Cadre territoriale, ancienne conseillère régionale, 5ème Vice-Présidente du conseil départemental |
| 2021             | 2028             | 2021   | en cours | Bruno Harnois                 |        | DVG    | Médecin de famille, adjoint au maire de Romorantin-Lanthenay |

### Résultats détaillés

#### Élections de mars 2015
À l'issue du 1er tour des élections départementales de 2015, deux binômes sont en ballottage : Tania André et Bruno Harnois (DVG, 33,68 %) et Louis de Redon et Isabelle Hermsdorff (Union de la Droite, 31,8 %). Le taux de participation est de 50,34 % (7 284 votants sur 14 470 inscrits) contre 53,42 % au niveau départemental et 50,17 % au niveau national.
Au second tour, Louis de Redon et Isabelle Hermsdorff (Union de la Droite) sont élus avec 52,38 % des suffrages exprimés et un taux de participation de 50,87 % (3 520 voix pour 7 362 votants et 14 471 inscrits).

#### Élections de juin 2021
Le premier tour des élections départementales de 2021 est marqué par un très faible taux de participation (33,26 % au niveau national). Dans le canton de Romorantin-Lanthenay, ce taux de participation est de 30,93 % (4 533 votants sur 14 657 inscrits) contre 35,86 % au niveau départemental. À l'issue de ce premier tour, deux binômes sont en ballottage : Tania André et Bruno Harnois (DVG, 27,53 %) et Louis de Redon et Dominique Giraudet (Union au centre et à droite, 21,1 %).
Le second tour des élections est marqué une nouvelle fois par une abstention massive équivalente au premier tour. Les taux de participation sont de 34,36 % au niveau national, 35,81 % dans le département et 32,52 % dans le canton de Romorantin-Lanthenay. Tania André et Bruno Harnois (DVG) sont élus avec 55,99 % des suffrages exprimés (2 336 voix pour 4 768 votants et 14 662 inscrits),,. 

## Composition

### Composition avant 1984
Avant sa scission, le canton était composé de 8 communes :
- Courmemin
- Millançay
- Loreux
- Pruniers
- Romorantin-Lanthenay
- Veilleins
- Vernou-en-Sologne
- Villeherviers

### Composition depuis 2015
Depuis sa recréation, le canton de Romorantin-Lanthenay comprend six communes.
| Nom                                          | Code Insee | Intercommunalité                    | Superficie (km2) | Population (dernière pop. légale) | Densité (hab./km2) | Modifier                                    |
| -------------------------------------------- | ---------- | ----------------------------------- | ---------------- | --------------------------------- | ------------------ | ------------------------------------------- |
| Romorantin-Lanthenay (bureau centralisateur) | 41194      | CC du Romorantinais et du Monestois | 45,31            | 18 377 (2022)                     | 406                | modifier les données · modifier les données |
| Loreux                                       | 41118      | CC du Romorantinais et du Monestois | 29,95            | 224 (2022)                        | 7,5                | modifier les données · modifier les données |
| Millançay                                    | 41140      | CC de la Sologne des Étangs         | 57,94            | 722 (2022)                        | 12                 | modifier les données · modifier les données |
| Veilleins                                    | 41268      | CC de la Sologne des Étangs         | 43,26            | 148 (2022)                        | 3,4                | modifier les données · modifier les données |
| Vernou-en-Sologne                            | 41271      | CC de la Sologne des Étangs         | 51,31            | 557 (2022)                        | 11                 | modifier les données · modifier les données |
| Villeherviers                                | 41282      | CC du Romorantinais et du Monestois | 38,90            | 412 (2022)                        | 11                 | modifier les données · modifier les données |
| Canton de Romorantin-Lanthenay               | 4110       |                                     | 266,67           | 20 440 (2022)                     | 77                 | modifier les données                        |

## Démographie
En 2022, le canton comptait 20 440 habitants, en évolution de +1,2 % par rapport à 2016 (Loir-et-Cher : −1,15 %, France hors Mayotte : +2,11 %).
| 2013   | 2018   | 2022   |
| ------ | ------ | ------ |
| 19 121 | 20 077 | 20 440 |